# Zarząd Cywilny Ziem Wschodnich

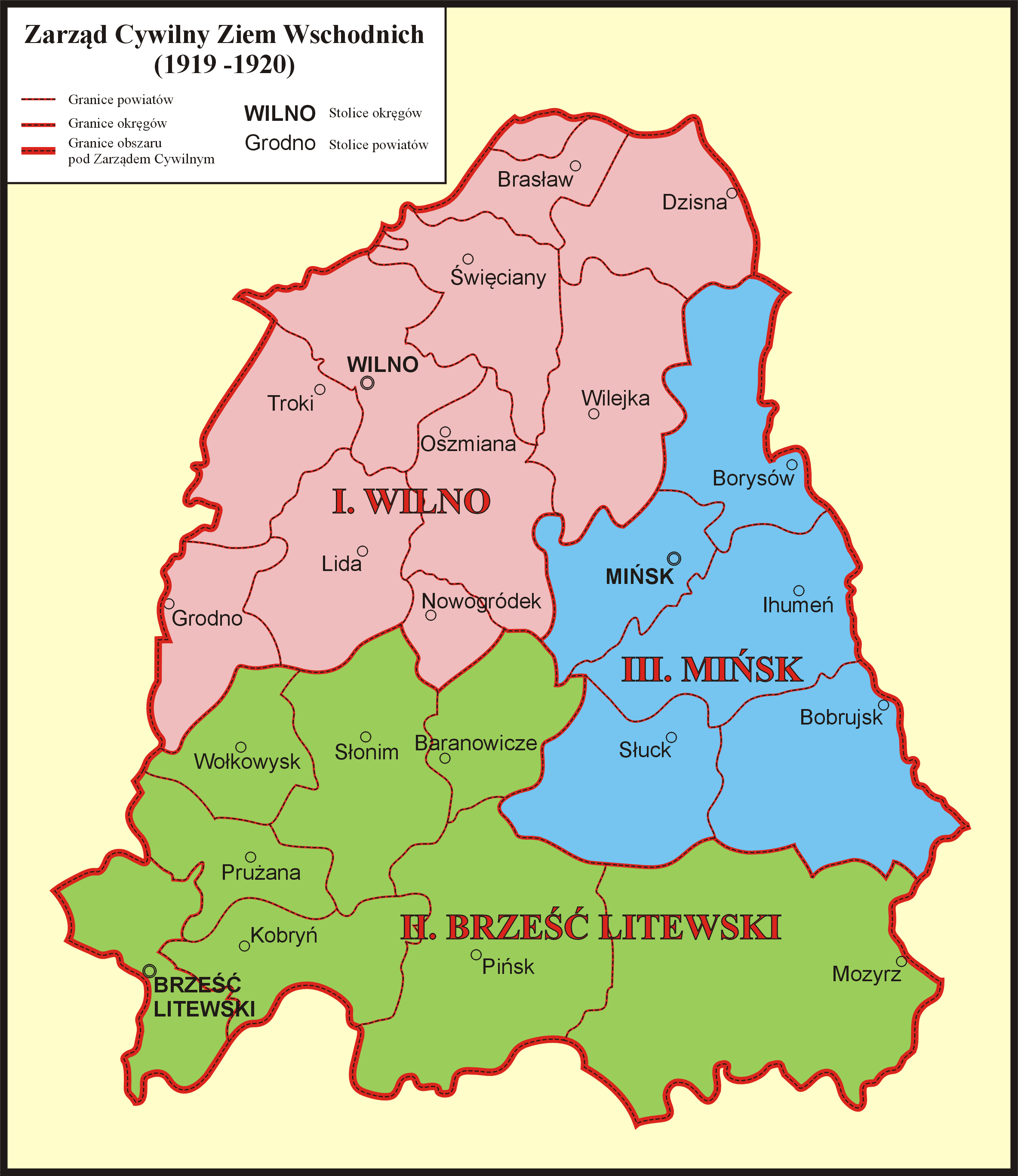
Obszar pod Zarządem Cywilnym Ziem Wschodnich

Zarząd Cywilny Ziem Wschodnich (ZCZW) – tymczasowa  administracja cywilna zaprowadzona w miejsce wojskowej  na terenach Litwy, Białorusi i Wołynia („byłego Wielkiego Księstwa Litewskiego”) nieinkorporowanych do Polski, a zajętych przez Wojsko Polskie w latach 1919–1920.

## Utworzenie i likwidacja
Zarząd Cywilny przy NDWP  był tymczasowym  organem  władzy ustanowionym dekretem z 19 lutego 1919 przez Naczelnego Dowódcę Wojsk Polskich. 22 kwietnia 1919 Józef Piłsudski wydał Odezwę do mieszkańców byłego Wielkiego Księstwa Litewskiego w której  informował o powołaniu  tymczasowego Zarządu Cywilnego Ziem Wschodnich i zapowiedział, że o losie wyzwalanych od bolszewików ziem zadecydują sami  ich mieszkańcy. Z dniem 1 czerwca 1920 rozkazem Naczelnego Wodza Wojsk Polskich z 29 maja 1920 bezpośredni nadzór nad tą strukturą objął rząd RP. ZCZW faktycznie przestał istnieć z chwilą zajęcia tych ziem przez bolszewików latem 1920, zaś formalnie zlikwidowano go 9 września 1920.

## Komisarze Generalni Ziem Wschodnich
- 19 lutego – 15 kwietnia 1919 – Ludwik Kolankowski, komisarz generalny cywilny ziem wschodnich[5][6][7]
- 15 kwietnia 1919 – 1920 – Jerzy Osmołowski, komisarz generalny ziem wschodnich[8]

## Zmiany w organizacji
- 28 maja 1919 utworzono powiat miejski w Wilnie[9].
- 7 czerwca 1919 utworzono okręgi brzeski z siedzibą w Brześciu Litewskim i wileński z siedzibą w Wilnie oraz Zarząd Powiatów Wołyńskich z tymczasową siedzibą w Kowlu[10].
  - W skład okręgu brzeskiego weszły powiaty brzesko-litewski, wołkowyski, prużański, słonimski, kobryński i piński.
  - W skład okręgu wileńskiego weszły powiaty wileński, trocki, oszmiański, święciański, lidzki, grodzieński i nowogródzki.
  - W skład Zarządu Powiatów Wołyńskich weszły powiaty włodzimierski, kowelski i łucki.
- 9 września 1919 w miejsce Zarządu Powiatów Wołyńskich utworzono okręg wołyński z siedzibą w Kowlu, w skład którego weszły powiaty włodzimierski, kowelski, łucki, dubieński, rówieński, krzemieniecki, ostrogski, zasławski i zwiahelski[11].
- 15 września 1919 utworzono okręg miński, w skład którego weszły powiaty miński, słucki, bobrujski, borysowski i ihumeński[12].
- 23 października 1919 do okręgu wileńskiego przyłączono powiat brasławski[13].
- 6 listopada 1919 do okręgu wileńskiego przyłączono powiat dziśnieński z tymczasową siedzibą w Głębokiem, a do okręgu brzeskiego powiat mozyrski z tymczasową siedzibą w Żytkowiczach[14].
- 20 listopada 1919 przeniesiono siedzibę okręgu wołyńskiego z Kowla do Łucka[15].
- 17 stycznia 1920 rozkazem Naczelnego Wodza Wojsk Polskich z Zarządu Cywilnego Ziem Wschodnich wyodrębniono Zarząd Cywilny Ziem Wołynia i Frontu Podolskiego, złożony z dotychczasowego okręgu wołyńskiego i ziem przyległych[16].
- 9 lutego 1920 z terenów powiatów lepelskiego i połockiego z tymczasową siedzibą w Kubliczach utworzono powiat lepelski, który wszedł w skład okręgu mińskiego[17].
- 10 kwietnia 1920 do powiatu mozyrskiego przyłączono tymczasowo zajętą przez wojska polskie część powiatu rzeczyckiego[18].